# ازل، کنتاکی
ازل (به انگلیسی: Ezel) یک منطقهٔ مسکونی در ایالات متحده آمریکا است که در شهرستان مورگان، کنتاکی واقع شده‌است. ازل ۲۳۵ نفر جمعیت دارد و ۲۸۸٫۰۴ متر بالاتر از سطح دریا واقع شده‌است.